# Arroyo de Florencio
Arroyo de Florencio är ett vattendrag i Brasilien, på gränsen till Uruguay. Det ligger i den södra delen av landet, 1 900 km sydväst om huvudstaden Brasília.
Trakten runt Arroyo de Florencio består i huvudsak av gräsmarker. Trakten runt Arroyo de Florencio är nära nog obefolkad, med mindre än två invånare per kvadratkilometer.